# Michel André
Michel André (26 de março de 1936 – 9 de julho de 2009) foi um matemático suíço, que trabalhou com álgebra não-comutativa e aplicações da topologia.

## Vida
Michel André estudou no Instituto Federal de Tecnologia de Zurique, obtendo o diploma em 1958, com um doutorado em 1962 na Universidade de Paris, orientado por Claude Chevalley, com a tese Cohomologie des algèbres différentielles où opère une algèbre de Lie. Tornou-se em 1971 professor ordinário da Escola Politécnica Federal de Lausanne.
Em 1967 foi um dos fundadores da teoria de functores não-abelianos derivados (simultaneamente com Daniel Quillen e Jonathan Beck). Foi palestrante convidado do Congresso Internacional de Matemáticos em Nice (1970 - Homologie des algébres commutatives).
Morreu em um acidente durante uma caminhada em montanha.

## Obras
- Homologie des algèbres commutatives, Grundlehren der mathematischen Wissenschaften 206, Springer 1974